# František Pácalt
František Pácalt (20. července 1912 Praha – 3. listopadu 2001) byl československý hokejový útočník, později obránce a prvoligový volejbalista. Reprezentoval Československo v ledním hokeji na MS 1947, na kterém tým získal historicky první světový titul. Vystudoval stavební inženýrství.

## Hokejová kariéra
V sedmi letech si koupil první brusle, tzv. "kolumbusky" - ohnuté brusle ze starého železa. Tatínek mu nich v zámečnické dílně udělal klasický žlábek a poté, co se trochu naučil číst, už si pořídil krasobruslařskou příručku a velice rád si jí prohlížel. Krasobruslení ho zaujalo, tak trénoval, kde byla možnost. Postupem času dostal pravé krasobruslařské brusle. "Přihlásil jsem se i na mistrovství republiky, jenže jsem nebyl dost známý a bodování také podle toho vypadalo," vzpomínal při jednom setkání na své začátky na ledě.
Jeho hokejové začátky jsou spojeny s týmem Vysokoškolský sport, ze kterého v roce 1933 přestoupil do vyhlášeného pražského klubu LTC. V roce 1939 byl vyměněn do I. ČLTK Praha za brankáře Jiřího Hertla. Do reprezentace se dostal poprvé v roce 1937, dostal šanci hrát i na MS. Na příštím šampionátu v Praze patřil již mezi opory a mohl se radovat z bronzové medaile. Byl to právě trenér Buckna, který před šampionátem z útočníka udělal velice spolehlivého obránce. Objevil se i posledním šampionátu před 2. světovou válkou. První poválečný šampionát se měl původně konat v Londýně, ale ten čtyři měsíce před šampionátem se zřekl pořadatelství. Hostitelství se ujala Praha a tak 14. čtrnácté mistrovství světa a 25. mistrovství Evropy se mohlo uskutečnit. A u kormidla týmu byl opět trenér Mike Buckna, který z Františka, v té době již 35letého, udělal kapitána. I přes na tu dobu nezvykle vysoký věk se vyznačoval výbornou kondicí a kočičí obratností. Nakonec si ale poslední rozhodující zápas proti USA nezahrál z důvodu vážného poranění kolena, které utrpěl v zápase proti Belgii.
František Pácalt na mistrovství vzpomínal takto: "Měl jsem tu čest být kapitánem našich prvních mistrů světa. Když jsme vyhráli pražský šampionát, oslavy byly velkolepé. Vítězství nebylo jen naše, patřilo všem. I našim předchůdcům, kteří vždy bojovali stejně jako my, ale titul nezískali."
Následně po šampionátu ukončil svoji hráčskou kariéru.
V letech 1958–1964 byl členem ústřední trenérské rady a čtyři roky jejím předsedou.
V reprezentaci odehrál 34 zápasů, gól nevstřelil.

## Volejbal
František Pácalt jako mnoho jiných ve své době byl univerzální sportovec. Kromě již zmíněných sportů – krasobruslení a ledního hokeje – se také věnoval i volejbalu, kde hrál ligu za Sokol Vysočany. V letech 1937–1940 se stal trojnásobným mistrem republiky. V roce 1947 získali titul Přeborníka ČOS.

## Ocenění
- V roce 2010 byl uveden do Síně slávy českého hokeje.
- "Pamětní medaile – Za věrnost" a diplom za obětavou činnost ve prospěch sokolského hnutí (udělila sokolská župa Barákova)